# Tufan Önen
Tufan Önen (Osmangazi, 3 gennaio 1989) è un cestista turco.